# Mit dem Wind nach Westen
Mit dem Wind nach Westen (Originaltitel: Night Crossing) ist ein 1980 gedrehter und 1982 uraufgeführter Spielfilm des Regisseurs Delbert Mann. Die Disney-Produktion beschreibt die als Ballonflucht bekannt gewordene Flucht aus der DDR.

## Handlung

### Handlungsrahmen
Der Film schildert die Ballonflucht der Familien Strelzyk und Wetzel, die am 16. September 1979 mit einem selbstgebauten Heißluftballon die innerdeutsche Grenze überquerten, um nach Westdeutschland zu fliehen. Die Ballonfahrt von Pößneck (Thüringen) nach Naila (Bayern) sorgte für ein Medienecho, das zur Entstehung dieses Films führte. Der Ballon war in Naila in einem Museum ausgestellt und wurde später gemeinsam mit zehn Bahnen des Ballonstoffs an das Mauermuseum am Berliner Checkpoint Charlie weitergegeben. Die Ballonhülle ist seit Mai 2019 im Museum der Bayerischen Geschichte in Regensburg ausgestellt.

### Vorspann
Vor Beginn der eigentlichen Filmhandlung ist eine kurze Schwarzweiß-Dokumentation über die innerdeutsche Grenze zu sehen, die 1961 von Pionieren der Nationalen Volksarmee massiv verstärkt wurde, angeblich als Schutz vor dem kapitalistischen Ausland, in Wirklichkeit jedoch, um Fluchtversuche weitgehend zu unterbinden, da immer mehr DDR-Bürger aufgrund der politischen und wirtschaftlichen Verhältnisse in der DDR in den Westen flüchteten. Die innerdeutsche Grenze trennte die beiden deutschen Staaten durch Stacheldrahtzäune, Alarmanlagen, Selbstschussanlagen, Minenfelder und Wachtürme. Vor der Grenze errichtete die DDR ein fünf Kilometer breites Grenzsperrgebiet, das nur mit besonderer Genehmigung betreten werden durfte. Die schwerbewaffneten Grenzsoldaten hatten den Auftrag, jeden Fluchtversuch in den Westen mit allen Mitteln zu verhindern. Dennoch gab es immer wieder Fluchtversuche.

### Der Tod von Lukas Keller
Peter Strelzyk lebt mit seiner Frau Doris und seinen beiden Söhnen Frank und „Fitscher“ in Pößneck in der DDR. Dort ist er als selbstständiger Handwerker tätig und beschäftigt in seinem Betrieb Günther Wetzel, der mit seiner Frau Petra ebenfalls zwei Söhne hat, und Josef Keller, Vater von drei Kindern. Als die drei Männer zum Feierabend-Bier unterwegs sind, treffen sie auf Lukas, Josefs ältesten Sohn, der von der Schule mehr oder weniger dazu genötigt wurde, zur Verurteilung des Republikflüchtigen Horst Müller Unterschriften zu sammeln, da er dessen Gedichte gelesen hatte, aus denen die Fluchtabsichten zu erkennen waren. Dadurch kommt beim Bier das Thema Flucht in den Westen ins Gespräch. Die politischen Zustände und die eingeschränkte Meinungsfreiheit sind in der DDR unerträglich, jedoch weiß jeder, welche hohen Risiken man bei einem Fluchtversuch eingeht.
Josef Keller weiß, dass sein Sohn Lukas verzweifelt ist und gerne in den Westen möchte. Schließlich unternimmt Lukas einen Fluchtversuch, als er abends seine Freundin nach Hause bringt, die im Grenzsperrgebiet wohnt. Er entwendet einen dort abgestellten Radlader, fährt damit auf den Wachturm zu und bringt diesen zum Einsturz. Danach versteckt er sich zunächst vor den alarmierten Grenzsoldaten. Bei dem Versuch, die Flucht zu Fuß fortzusetzen und über den Sicherheitszaun zu klettern, wird er von mehreren Schüssen einer Selbstschussanlage getroffen. Die Grenzsoldaten lassen ihn achtlos liegen, obwohl er noch am Leben ist, so dass er schließlich an seinen Schussverletzungen stirbt.
Beim gemeinsamen Picknick der Familien wird die Familie Keller von der Stasi abgeholt und darüber aufgeklärt, was mit Lukas passiert ist. Während seine Familie wieder nach Hause darf, muss Josef noch dableiben und wird von der Stasi in die Mangel genommen. Man wirft den Eltern vor, bei der Erziehung ihres Sohnes versagt zu haben. Nach Lukas’ tragischem Tod ist Peter Strelzyk entschlossen, nach einer sicheren Fluchtmöglichkeit zu suchen, um mit seiner Familie in den Westen zu fliehen. Er will seinen Söhnen eine Zukunft bieten und verhindern, dass sein ältester Sohn Frank einen Fluchtversuch auf eigene Faust unternimmt und wie Lukas endet. Peter trifft Josef Keller noch einmal zu einem späteren Zeitpunkt wieder, der jedoch keinen weiteren Kontakt mehr zwischen ihren Familien wünscht, da er offenbar von der Stasi unter Druck gesetzt wurde.

### Die Ballon-Idee
Peter hat die Idee, mit einem selbstgebauten Heißluftballon die Flucht anzutreten, und kann Günther Wetzel von seiner Idee überzeugen, der anfangs noch skeptisch ist. Auch Doris und Petra stehen dem Vorhaben ihrer Männer zunächst mit Skepsis gegenüber. Um die Ballonhülle zu nähen, muss etwa 1500 Quadratmeter geeignetes Stoffmaterial beschafft werden. Außerdem muss ein Gasbrenner mit ausreichender Leistung gebaut werden, um die Luft aufzuheizen, und ein Gebläse, um die Ballonhülle zuvor aufzublähen.
Peter und Günther müssen schon bei der Materialbeschaffung darauf achten, nicht aufzufallen. Die Ballonhülle wird im Haus der Familie Wetzel heimlich im Dachboden in wochenlanger Arbeit zusammengenäht. Nachts werden dann zahlreiche Tests in einer unbewohnten Gegend durchgeführt, die noch viele zu lösende Probleme aufdecken. Die beiden Familien fallen allmählich in ihrem Verhalten auf und müssen sich vor der Nachbarin der Familie Wetzel vorsehen, die als regimetreue Parteigenossin bekannt ist, und dem Stasi-Offizier Hans Schmolk.

### Der Ausstieg der Familie Wetzel
Petra Wetzel ist von Alpträumen geplagt und leidet an ständiger Angst vor Entdeckung und davor, dass die Ballonflucht mit einem Absturz endet. Sie macht sich vor allen Dingen Sorgen um ihre Kinder, die gerade aus dem Säuglingsalter heraus sind. Günther zeigt Verständnis für die Ängste seiner Frau und die beiden entscheiden sich dazu, aus der Sache auszusteigen. Peter Strelzyk will aber dennoch nicht aufgeben. Nachdem Doris sich damit einverstanden erklärt hat, weiht er seinen Sohn Frank in die Fluchtpläne ein, der ihm nun mit Begeisterung hilft.

### Der erste Fluchtversuch
Die Familie Strelzyk unternimmt den ersten Fluchtversuch allein. Nach einem erfolgreichen Start mitten in der Nacht sorgt die hohe Luftfeuchtigkeit dafür, dass sich die Ballonhülle voll Wasser saugt und immer schwerer wird, und dass der Gasbrenner ausfällt. Die Familie landet mitten in einem Waldstück. Nachdem sie aus der Gondel ausgestiegen sind, wird der Ballon so leicht, dass er vom Wind davongetrieben wird und damit verloren ist. Peter erkundet die Gegend und stellt fest, dass sie mitten im Grenzsperrgebiet gelandet sind. Überall sind Stolperdrähte, die einen Alarm und vermutlich auch Minen auslösen können.
Die Familie wartet bis zum Sonnenaufgang und schafft es, unbemerkt aus dem Waldstück zu entkommen und sich in der nächsten Ortschaft der Passkontrolle zu entziehen. Nach einem langen Marsch kehren sie zum Startplatz zurück, laden die Utensilien ins Auto und fahren nach Hause, ohne dass irgendjemand etwas bemerkt. Jedoch wird der Ballon an der Grenze gefunden und sichergestellt. Major Körner von der Stasi ist entschlossen, die Fluchtwilligen aufzuspüren und an einem zweiten Fluchtversuch zu hindern. Peter Strelzyk ist nach dem gescheiterten Fluchtversuch total verzweifelt, wird aber von seiner Frau getröstet und von Frank zu einem erneuten Fluchtversuch ermutigt, der seinem Vater klarmacht, dass die Stasi nach ihnen suchen wird.

### Der zweite Fluchtversuch
Peter Strelzyk besucht die Familie Wetzel und spricht mit Günther über den gescheiterten Fluchtversuch. Er ist davon überzeugt, dass beiden Familien bei einem weiteren Versuch die Flucht gelingen könnte. Schließlich steigen die Wetzels wieder ein. Günther macht seiner Frau klar, dass sie mitkommen müssen, um nicht von der Stasi als Mitwisser verhaftet zu werden. Beim Bau des zweiten Ballons müssen die Familien das Stoffmaterial an vielen verschiedenen Stellen „kleckerweise“ zusammenkaufen, da die Geschäfte angewiesen wurden, jede Nachfrage nach größeren Stoffmengen zu melden. Außerdem werden die sichergestellten Gegenstände in der Zeitung veröffentlicht und die Bevölkerung um sachdienliche Hinweise gebeten. Es bleibt nicht mehr viel Zeit, um den Ballon zu bauen und den nächsten Fluchtversuch anzutreten.
Als die Landestelle nochmals abgesucht wird, werden Doris’ Tabletten gefunden, die sie bei der Landung verloren hatte. Da keine Rezeptnummer vorhanden ist, dauert es in der Apotheke eine ganze Weile, bis in der Kartei der Name Strelzyk entdeckt wird und Hans Schmolk aus dem Verhalten der Familie schließt, dass sie diejenigen sind, die mit dem Ballon fliehen wollten. In dem Zusammenhang kommt er auch auf den Namen Wetzel. Jedoch werden die beiden Familien, die in dieser Nacht fliehen wollen, nicht mehr in ihren Wohnungen angetroffen.
Bevor sie von der Polizei aufgespürt werden können, befinden sie sich mit dem Ballon bereits in der Luft in über zweitausend Meter Höhe. Als der Ballon beim Start Feuer fängt, kann Günther mit dem Feuerlöscher ein Desaster verhindern. Vom Hubschrauber aus ist der Ballon als leuchtender Punkt auszumachen, der erlischt, nachdem das Gas ausgegangen ist. Die beiden Familien landen auf einer Wiese und entgehen knapp einer Kollision mit einer Hochspannungsleitung. Während Peter und Günther die Gegend erkunden, bleiben ihre Familien am Landeplatz. In einer Scheune verstecken sich die beiden zunächst vor einem herannahenden Streifenwagen. Nachdem sie von den Polizisten aufgefordert worden sind, herauszukommen, und Peter fragt, ob sie im Westen seien, bekommen die beiden zur Antwort: „Natürlich. Wo sonst?“
Am Schluss des Films erfährt man, dass Günther Wetzel im Westen eine Anstellung als Kfz-Mechaniker gefunden hat und Peter Strelzyk sich mit einem Elektrogeschäft selbstständig gemacht hat.

## Reaktion auf den Film in der DDR
Das ZDF konnte in der DDR von vielen Menschen gesehen werden. Als das ZDF am 17. Juni 1983 den Film Mit dem Wind nach Westen zeigte, vermerkte ein Stasi Bericht aus Pritzwalk: „Dieser Film wurde von breiten Bevölkerungskreisen (…) verfolgt. Von 80 abgeschöpften Bürgern waren 76 über dieses ‚Machwerk‘ begeistert. Solche Meinungen wie ‚Der Film ist spannend und ich musste richtig mitfiebern, dass diese Flucht auch gelingt‘, ‚Diese Leute und ihr Mut waren zu bewundern‘ und ‚Da gibt es noch mehr Möglichkeiten und Methoden zum illegalen Verlassen der DDR‘ waren in den Diskussionen keine Sonderheit.“

## Auszeichnungen und Kritiken
Doug McKeon sowie der Film als Bester Familienfilm wurden im Jahr 1983 für den Young Artist Award nominiert.
- „Nach einem tatsächlichen Ereignis (1979) als aufwändige internationale Produktion gedrehter Abenteuerfilm, der zwar stellenweise spannende Unterhaltung garantiert, aber zu wenig über den politischen Hintergrund mitteilt und das Leben in der DDR und die Befindlichkeit ihrer Bürger viel zu klischeehaft abbildet.“ – Lexikon des internationalen Films. (CD-ROM-Ausgabe), Systhema, München 1997.
- „[…] wie sich Tick, Trick und Track die Ostzone vorstellen.“ – (Der Spiegel)[3]

## Dreharbeiten und Ausstattung
Der Fluchtballon wurde nach den Originalplänen rekonstruiert, um den Film möglichst authentisch scheinen zu lassen. Auch eine detailgetreue DDR-Grenzanlage mit hohen Zäunen, Wachtürmen und angrenzendem Niemandsland wurde in Nordbayern auf einer Länge von mehreren hundert Metern nachgebaut. Drehorte waren unter anderem Eulenschwang, Harthausen, Landsberg am Lech, Mühltal und München.

## Sonstiges
In dem Film treten auch deutsche Schauspieler auf, darunter Klaus Löwitsch als finsterer, schnüffelnder Stasimann, Sky du Mont und Günter Meisner.
Die US-amerikanischen Produzenten hatten im Herbst 1981 dem Festivalleiter der Berlinale, Moritz de Hadeln, die deutsche Premiere des Films für die Berlinale 1982 angeboten. De Hadeln lehnte den Film jedoch ab. Die Springer-Presse in Deutschland witterte Anbiederung an die DDR, da die Berlinale immer auch ein Forum für den DDR-Film war. Axel Springer organisierte dann für den Eröffnungstag der Berlinale eine Deutschland-Premiere des Films als Gegenveranstaltung zur Berlinale.

### DVD-Veröffentlichung
- Mit dem Wind nach Westen. Buena Vista Home Video 2003.

### Soundtrack
- Jerry Goldsmith: Night Crossing. Original Motion Picture Soundtrack. (Extended Version) Intrada / Walt Disney, San Francisco 1994, Nr. VJF 5004D.

## Weitere Verfilmung
- Ballon, deutscher Thriller von Michael Herbig aus dem Jahr 2018